# Partido de Chacabuco (kommun i Argentina)
Partido de Chacabuco är en kommun i Argentina.   Den ligger i provinsen Buenos Aires, i den centrala delen av landet, 180 km väster om huvudstaden Buenos Aires. Antalet invånare är 45 445.
Trakten runt Partido de Chacabuco består till största delen av jordbruksmark. Runt Partido de Chacabuco är det glesbefolkat, med 20 invånare per kvadratkilometer.